# 마드레데디오스주

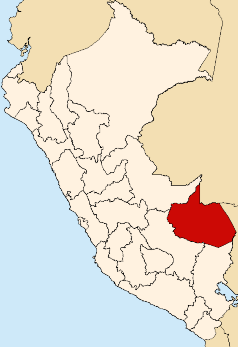
마드레데디오스 주의 위치

마드레데디오스주(스페인어: Departamento de Madre de Dios)는 페루 남동부에 위치한 주로 주도는 푸에르토말도나도이며 면적은 85,300.54km2, 인구는 109,555명(2005년 기준)이다.
동쪽으로는 브라질, 볼리비아와 국경을 접하며 남쪽으로는 푸노 주, 서쪽으로는 쿠스코 주, 북쪽으로는 우카얄리 주와 접한다. 3개 군과 11개 구를 관할한다.